# Juan David Rodríguez (futbolista)
Juan David Rodríguez Rico (Medellín, Colombia; 24 de septiembre de 1992) es un futbolista colombiano. Juega de centrocampista y su equipo actual es el Atlético Bucaramanga de la Categoría Primera A de Colombia.

## Clubes
| Club            | País     | Año           |
| --------------- | -------- | ------------- |
| Águilas Doradas | Colombia | 2012 - 2015   |
| Itagüí Leones   | Colombia | 2015 - 2016   |
| Cortuluá        | Colombia | 2017          |
| Atlético Huila  | Colombia | 2018          |
| Once Caldas     | Colombia | 2018 - 2020   |
| Junior          | Colombia | 2021          |
| Once Caldas     | Colombia | 2022-presente |

## Estadísticas
| Club                            | Div.          | Temporada     | Liga  | Liga  | Liga  | Copa  | Copa  | Copa  | Internacional | Internacional | Internacional | Total | Total | Total |
| Club                            | Div.          | Temporada     | Part. | Goles | Asis. | Part. | Goles | Asis. | Part.         | Goles         | Asis.         | Part. | Goles | Asis. |
| ------------------------------- | ------------- | ------------- | ----- | ----- | ----- | ----- | ----- | ----- | ------------- | ------------- | ------------- | ----- | ----- | ----- |
| Águilas Doradas · Colombia      | 1.ª           | 2012          | 1     | 0     | 0     | 7     | 0     | 0     | -             | -             | -             | 8     | 0     | 0     |
| Águilas Doradas · Colombia      | 1.ª           | 2013          | 2     | 0     | 0     | 8     | 0     | 0     | -             | -             | -             | 10    | 0     | 0     |
| Águilas Doradas · Colombia      | 1.ª           | 2014          | 4     | 0     | 0     | 4     | 0     | 0     | -             | -             | -             | 8     | 0     | 0     |
| Águilas Doradas · Colombia      | 1.ª           | 2015          | 0     | 0     | 0     | 0     | 0     | 0     | -             | -             | -             | 0     | 0     | 0     |
| Águilas Doradas · Colombia      | Total club    | Total club    | 7     | 0     | 0     | 19    | 0     | 0     | 0             | 0             | 0             | 26    | 0     | 0     |
| Leones · Colombia               | 2.ª           | 2015          | 9     | 0     | 0     | -     | -     | -     | -             | -             | -             | 9     | 0     | 0     |
| Leones · Colombia               | 2.ª           | 2016          | 37    | 1     | 0     | 4     | 0     | 0     | -             | -             | -             | 41    | 1     | 0     |
| Leones · Colombia               | Total club    | Total club    | 46    | 1     | 0     | 4     | 0     | 0     | 0             | 0             | 0             | 50    | 1     | 0     |
| Cortuluá · Colombia             | 1.ª           | 2017          | 25    | 2     | 1     | 3     | 0     | 0     | -             | -             | -             | 28    | 2     | 1     |
| Cortuluá · Colombia             | Total club    | Total club    | 25    | 2     | 1     | 3     | 0     | 0     | 0             | 0             | 0             | 28    | 2     | 1     |
| Huila · Colombia                | 1.ª           | 2018          | 14    | 0     | 0     | 2     | 0     | 0     | -             | -             | -             | 16    | 0     | 0     |
| Huila · Colombia                | Total club    | Total club    | 14    | 0     | 0     | 2     | 0     | 0     | 0             | 0             | 0             | 16    | 0     | 0     |
| Once Caldas · Colombia          | 1.ª           | 2018          | 17    | 3     | 1     | 8     | 0     | 0     | -             | -             | -             | 25    | 3     | 1     |
| Once Caldas · Colombia          | 1.ª           | 2019          | 31    | 3     | 3     | 4     | 0     | 0     | 2             | 1             | 0             | 37    | 4     | 3     |
| Once Caldas · Colombia          | 1.ª           | 2020          | 19    | 0     | 3     | 2     | 1     | 0     | -             | -             | -             | 21    | 1     | 3     |
| Once Caldas · Colombia          | 1.ª           | 2022          | 39    | 0     | 0     | 3     | 0     | 0     | -             | -             | -             | 42    | 0     | 0     |
| Once Caldas · Colombia          | 1.ª           | 2023          | 7     | 0     | 0     | 2     | 0     | 0     | -             | -             | -             | 9     | 0     | 0     |
| Once Caldas · Colombia          | Total club    | Total club    | 113   | 6     | 7     | 19    | 1     | 0     | 2             | 1             | 0             | 134   | 8     | 7     |
| Junior · Colombia               | 1.ª           | 2021          | 26    | 2     | 0     | 2     | 0     | 0     | 3             | 0             | 0             | 31    | 2     | 0     |
| Junior · Colombia               | Total club    | Total club    | 26    | 2     | 0     | 2     | 0     | 0     | 3             | 0             | 0             | 31    | 2     | 0     |
| Atlético Bucaramanga · Colombia | 1.ª           | 2023          | 16    | 0     | 0     | 2     | 0     | 0     | -             | -             | -             | 18    | 0     | 0     |
| Atlético Bucaramanga · Colombia | 1.ª           | 2024          | 7     | 0     | 1     | 4     | 1     | 0     | -             | -             | -             | 11    | 1     | 1     |
| Atlético Bucaramanga · Colombia | Total club    | Total club    | 23    | 0     | 1     | 6     | 1     | 0     | 0             | 0             | 0             | 29    | 1     | 1     |
| Jaguares de Córdoba · Colombia  | 1.ª           | 2024          | 17    | 0     | 1     | 4     | 0     | 0     | -             | -             | -             | 21    | 0     | 1     |
| Jaguares de Córdoba · Colombia  | Total club    | Total club    | 17    | 0     | 1     | 4     | 0     | 0     | 0             | 0             | 0             | 21    | 0     | 1     |
| Real Cartagena · Colombia       | 2.ª           | 2025          | 18    | 2     | 3     | 1     | 0     | 0     | -             | -             | -             | 19    | 2     | 3     |
| Real Cartagena · Colombia       | Total club    | Total club    | 18    | 2     | 3     | 1     | 0     | 0     | 0             | 0             | 0             | 19    | 2     | 3     |
| Total carrera                   | Total carrera | Total carrera | 289   | 13    | 13    | 60    | 2     | 0     | 5             | 1             | 0             | 354   | 16    | 13    |

## Palmarés

### Campeonatos nacionales
| Título              | Club                 | País     | Año  |
| ------------------- | -------------------- | -------- | ---- |
| Categoría Primera A | Atlético Bucaramanga | Colombia | 2024 |